# Absolue

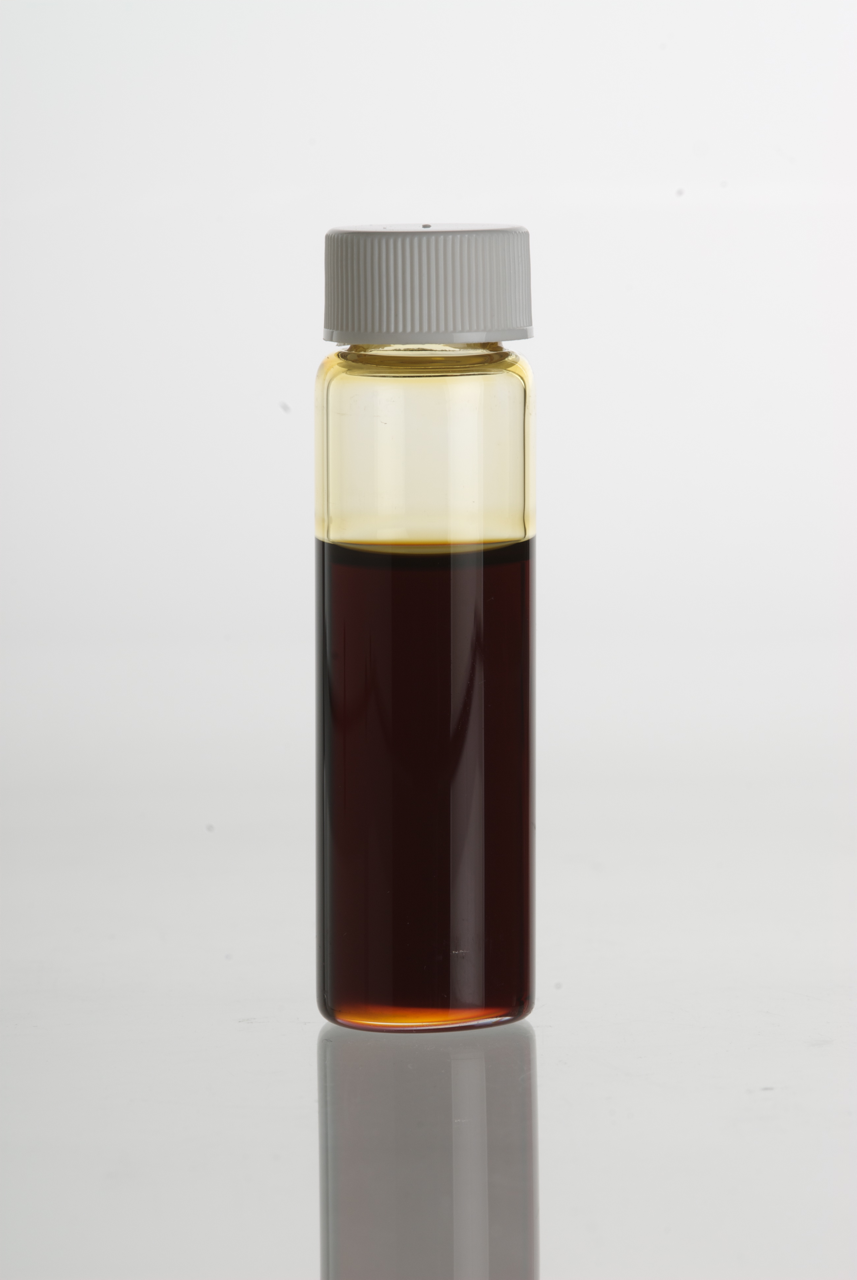
Jasmin absolue.

Pour les articles homonymes, voir Absolu.
L'absolue est un extrait obtenu à partir d’une concrète ou d’un résinoïde par extraction à l’éthanol à température ambiante, suivie d'une filtration de la partie claire qui est obtenue par décantation.
Pour filtrer le soluté, on utilise différents types de filtres : filtres tangentiels, filtres Büchner, filtres rotatifs, filtres à presse.
Le filtrat est ensuite distillé, à pression atmosphérique ou sous vide en fonction des produits rencontrés pour retirer l'éthanol.
De manière générale, l'absolue est issue de matière végétale.
L'industrie de création de parfum utilise beaucoup les absolues dans leurs compositions, le tout dans des proportions très infimes. Pour qu'une absolue soit bonne, il faut qu'elle soit soluble dans l'éthanol.